# Sergio Luzzatto
Sergio Luzzatto (* 2. September 1963 in Genua) ist ein italienischer Historiker.
Luzzatto studierte an der Scuola Normale Superiore di Pisa in Pisa und wurde an der Scuola Superiore di Studi Storici (Höhere Schule für Historische Studien) der Universität von San Marino promoviert. Er hatte Lehraufträge an der Universität Genua und der Universität Macerata. Heute ist er Professor für  Geschichte der Frühmoderne an der Universität Turin.
2007 veröffentlichte Luzzatto im Corriere della Sera eine positive Vorabrezension zu Ariel Toaffs Buch Pasque di Sange, in dem Toaff anhand von (unter der Folter zustande gekommenen) protokollierten Aussagen von Juden, die 1475 des angeblichen Ritualmords an Simon von Trient beschuldigt wurden, nachzuweisen versuchte, dass diese Rituale von einigen aschkenasischen Juden tatsächlich durchgeführt worden sein könnten. Luzzatto lobte dabei Toaffs „außerordentliche Meisterschaft auf den Gebieten der Geschichte, Theologie und Anthropologie“.
Zusätzlich zur frühen Neuzeit beschäftigte sich Luzzatto mit der Französischen Revolution und der neueren italienischen Geschichte. Von 2002 bis 2004 leitete er die Dokumentationsserie Altra Storia (Andere Geschichte), die auf La7 gesendet wurde. Luzzatto wohnt mit seiner Frau und drei Kindern in Ferney-Voltaire.

## Schriften (Auswahl)
- La Marsigliese stonata: la sinistra francese e il problema storico della guerra giusta, 1848–1948. Dedalo, Bari 1992.
- L’autunno della Rivoluzione. Lotta e cultura politica nella Francia del termidoro. Einaudi, Turin 1994.
- Il mondo capovolto: scene della Rivoluzione francese. Einaudi Ragazzi, Triest 1994.
- Il corpo del duce. Un cadavere tra immaginazione, storia e memoria. Einaudi; Turin 1998; Neuauflage: Einaudi, 2011, ISBN 978-88-06-20988-9.
  - deutsch: Il duce: das Leben nach dem Tod. Eichborn, Frankfurt 2007, Reihe Die Andere Bibliothek, ISBN 978-3-8218-4599-9.
- Il Terrore ricordato. Memoria e tradizione dell’esperienza rivoluzionaria. Einaudi, Turin 2000.
- La mummia della repubblica. Storia di Mazzini imbalsamato, 1872–1946. Rizzoli, Mailand 2001; Neuauflage: Einaudi, 2011, ISBN 978-88-06-20664-2.
- L’immagine del duce. Mussolini nelle fotografie dell’Istituto Luce. Editori Riuniti, Rom 2001.
- mit Victoria de Grazia: Dizionario del fascismo, vol. II, L–Z, Einaudi, Turin 2003.
- Ombre rosse. Il romanzo della Rivoluzione francese nell’Ottocento. Il Mulino, Bologna 2004.
- La crisi dell’antifascismo. Einaudi, Turin 2004.
- Padre Pio. Miracoli e politica nell’Italia del Novecento. Einaudi, Turin 2007.
  - englisch: Padre Pio: Miracles and politics in a secular age. Metropolitan Books, New York 2010.
- Bonbon Robespierre. Il Terrore dal volto umano. Einaudi, Turin 2009.
- Prima Lezione di Metodo storico. Laterza, Rom/Bari 2010.
- Il crocifisso di Stato. Einaudi, Turin 2011.
- Presente storico. Nuovi interventi. Manifestolibri, Rom 2012.
- Partigia. Una storia della Resistenza. Mondadori, Mailand 2013.
- Primo Levi’s Resistance: Rebels and Collaborators in Occupied Italy. Picador. New York 2017, ISBN 978-1-250-09719-4.